# مینولتا ایکس-۱
مینولتا ایکس-۱ (به انگلیسی: Minolta X-1) یک دوربین عکاسی تک‌لنزی بازتابی ۳۵ میلی‌متری ساخت شرکت مینولتا است.